# Maria Lluïsa Solà i Llopis
Maria Lluïsa Solà i Llopis (Barcelona, 1918 — 5 d'abril de 1994) fou una bibliotecària i escriptora catalana de literatura infantil i juvenil. La seva obra més destacada fou la novel·la juvenil Anna, que va rebre el Premi Josep Maria Folch i Torres de novel·les per a nois i noies de 1972.

## Biografia
Maria Lluïsa Solà va néixer a Barcelona el 1918 i va estudiar a l'Escola Municipal de Música de Barcelona, a l'Escola de la Llotja i a l'Escola de Bibliotecàries. Posteriorment, va dedicar la seva vida laboral com a bibliotecària a la Biblioteca de Catalunya.
Pel que fa a la seva tasca com a escriptora, va col·laborar en una sèrie de contes publicats durant els primers anys de la revista Cavall Fort, a la dècada del 1960. La seva obra més important va ser Anna, que va rebre el XXIIè Premi Josep Maria Folch i Torres de novel·les per a nois i noies de 1972, celebrat aquell any a Tarragona i atorgat per l'Editorial La Galera i la Fundació Enciclopèdia Catalana a l'Hotel Imperial Tarraco el 13 de desembre d'aquell any i dotat de 25.000 pessetes.
Casada amb Pedro Ventura, va morir a Barcelona el 5 d'abril de 1994 a l'edat de 75 anys.

## Obres
- Solà i Llopis, Maria Lluïsa. Anna.  (per nens de 14 anys): La Galera, 1978 (1a ed.) (Els Grumets de la Galera). ISBN 8424645162.
- Solà i Llopis, Maria Lluïsa. Jo, més dues... fan cinc!.  Barcelona: Publicacions de l'Abadia de Montserrat, 1981 (2a ed.) (La Xarxa; 17).
- Solà i Llopis, Maria Lluïsa. Aventures d'en Tau.  Barcelona: Publicacions de l'Abadia de Montserrat, 1982 (La Xarxa).
- Solà i Llopis, Maria Lluïsa. Un estiu a Rocagrossa.  Barcelona: Publicacions de l'Abadia de Montserrat, 1983 (1a ed.) (La Xarxa). ISBN 8472023893.
- Solà i Llopis, Maria Lluïsa. Roda d'amics.  Barcelona: Publicacions de l'Abadia de Montserrat, 1983 (1a ed.) (La Xarxa; 64).
- Solà i Llopis, Maria Lluïsa. Teresa i la seva colla.  Barcelona: Publicacions de l'Abadia de Montserrat, 1985 (4a ed.) (La Xarxa; 7).
- Solà i Llopis, Maria Lluïsa. Adéu Serena.  Cruïlla, 1987 (El Vaixell de Vapor, sèrie roja). ISBN 8476291574.
- Solà i Llopis, Maria Lluïsa. Maraula blau-verd.  Barcelona: Publicacions de l'Abadia de Montserrat, 1988 (1a ed.) (La Xarxa). ISBN 9788472029309.
- Solà i Llopis, Maria Lluïsa. Un fantasma anomenat....  Cruïlla, 1994 (3a ed.) (El Vaixell de Vapor, sèrie roja).